# RAG – Bayerwald und Deggendorf
Die Bayerwald und Deggendorf waren Tenderlokomotiven der Regentalbahn (RAG). Sie waren bis 1974/75 in Betrieb und wurden danach vom Bayerischen Localbahnverein übernommen. Heute stehen sie im Localbahnmuseum Bayerisch Eisenstein. Sie gehörten der Maffei-Type TL-59,5t an und sind die einzigen bekannten Lokomotiven dieses Typs. 

## Geschichte

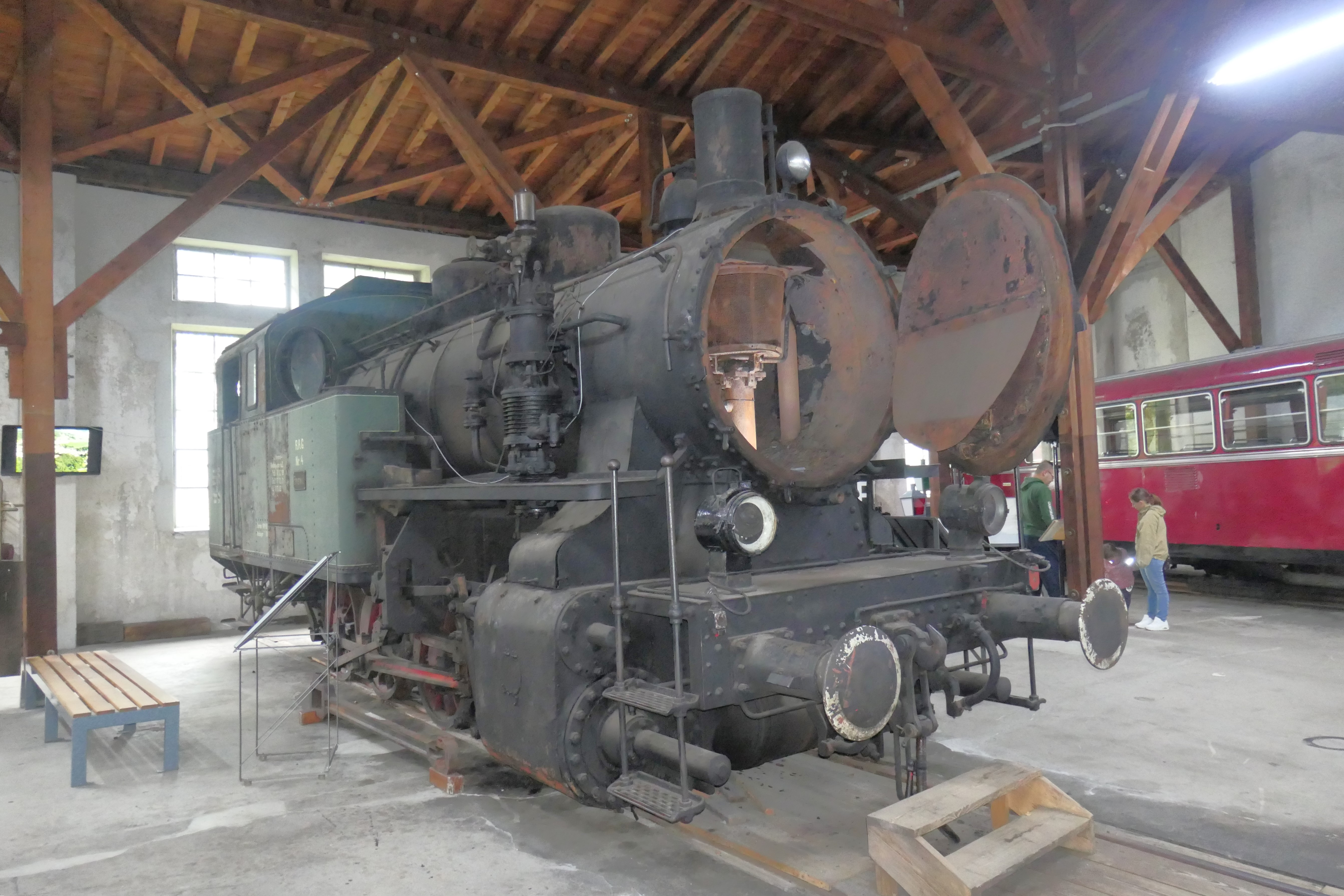
BAYERWALD im Localbahnmuseum Bayerisch Eisenstein

Speziell für den Güterverkehr nach Eröffnung der neuen Strecke von Viechtach nach Blaibach beschaffte die Regentalbahn 1927 bei der Lokomotiven- und Maschinenfabrik J.A. Maffei mit den Fabriknummern 5683 und 5684 zwei starke vierachsige Lokomotiven mit Heißdampf, da sich die Zuglasten auf den steigungsreichen Strecken wesentlich vergrößert hatten. Mit den Lokomotiven konnten die Anhängelasten gegenüber den vorhandenen Lokomotiven wesentlich gesteigert werden. Die Lokomotiven bewährten sich und bewältigten dank ihrer relativ hohen Geschwindigkeit von 50 km/h den Gesamtverkehr auf den Strecken.
Am 8. und 9. Mai 1970 bespannten beide Lokomotiven anlässlich der Verbandstagung des Bundesverbandes Deutscher Eisenbahn-Freunde (BDEF) gemeinsam den Bärwurz-Express. Sie waren noch bis Mitte der 1970er Jahre besonders auf der Lokalbahn Deggendorf-Metten im Einsatz. 
Die DEGGENDORF wurde Anfang 1975 abgestellt. Bei der BAYERWALD liefen Ende 1975 die Untersuchungsfristen ab. Am 6. November 1975 kam die Lokomotive letztmalig im Streckendienst zum Einsatz. Anschließend wurden beide Lokomotiven in Viechtach abgestellt.
Beide Lokomotiven konnten von dem Bayerischen Localbahnverein übernommen werden und sind heute im Localbahnmuseum Bayerisch Eisenstein ausgestellt. Die DEGGENDORFwurde äußerlich aufgearbeitet, während die BAYERWALD im letzten Einsatzzustand ausgestellt ist.

## Technische Merkmale
Die Lokomotiven gehören zu den letzten von Maffei für Privatbahnen gebauten Lokomotiven und tragen noch Baumerkmale bayerischer bzw. der aufkommenden Einheitsdampflokomotiven. Ihr Treibraddurchmesser wurde mit 1100 mm ausreichend für die Geschwindigkeit von 50 km/h gewählt. Die Dampfmaschine ist als Heißdampfmaschine ausgeführt, die Steuerung als Heusinger-Steuerung mit Kolbenschiebern ausgeführt. Nach der langen und am Hauptkessel angenieteten Rauchkammer folgt der Kessel, bestehend aus zwei Schüssen. Der vordere trägt den Dampfdom und der hintere den Sanddom, von dem die Treibachse vorn und hinten besandet werden kann. Auf dem Hinterkessel saß ein überdimensioniertes Sicherheitsventil.
Die Lokomotiven besitzen eine Westinghouse-Bremse und eine Handbremse.